# Ministeriet for Monarkiets fælles indre Anliggender
Ministeriet for Monarkiets fælles indre Anliggender var et kortlivet dansk ministerium 1855-1858, der stod for samordningen af Helstatens fælles sager.
Efter at forfatningsloven for det danske monarkis fælles anliggender var trådt i kraft 2. oktober 1855 (Fællesforfatningen), blev Ministeriet for Monarkiets Fælles Indre Anliggender oprettet – uofficielt kaldet Fællesindenrigsministeriet – ved kgl. kundgørelse af 16. oktober samme år. Ministeriet overtog fra Finansministeriet postvæsenet, domænevæsenet i Kongeriget og Koloniernes Centralbestyrelse samt sager vedrørende det nye organ Rigsrådet, fra 1. november 1855 desuden toldvæsenet. Fra Indenrigsministeriet overtog det nye ministerium sager vedrørende Statskassens mellemværende med Civillisten samt indfødsretssager. 1. april 1856 blev endvidere det slesvigske domænevæsen overført til Fællesindenrigsministeriet fra Ministeriet for Hertugdømmet Slesvig. De holstenske og lauenborgske domænesager forblev under Ministeriet for Hertugdømmerne Holsten og Lauenborg. Endelig stod ministeriet for at udarbejde de organiske love, som Monarkiets forfatningslov måtte kræve, for så vidt de ikke henhørte under et af de andre fællesministerier.
Under ministeriet oprettedes ved kgl. resolution af 23. oktober 1855 et sekretariat, som behandlede de sager, der ikke hørte under direktoraterne for postvæsenet, domænevæsenet, toldvæsenet og kolonialvæsenet, samt sådanne sager fra disse, der skulle afgøres af ministeren eller ved kgl. resolution. Ministeriet ophævedes ved kgl. resolution af 1. august 1858, og hele dets ressort indgik i Finansministeriet.

## Ministerliste
- 16. oktober 1855 – 18. oktober 1856: Peter Georg Bang
- 18. oktober 1856 – 26. juli 1858: Iver Johan Unsgaard